# Некарзулм
Некарзулм (на немски: Neckarsulm) е град в северен Баден-Вюртемберг, Германия, близо до Щутгарт, част от окръг Хайлброн. Некарзулм има 26 511 жители (2010 г.).
Реките Некар и Зулм се сливат тук, давайки името на града.
В града са разположени два от бившите заводи на NSU Motorenwerke (сега принадлежащи на Audi) – заводът за алуминиеви отливки на Audi и автомобилният завод Audi Sport GmbH. Логото NSU идва именно от NeckarSUlm. В града се намират и управленията на „Шварц Групе“ и нейните две големи търговски вериги „Lidl“ и „Kaufland“.
Некарзулм е известен и с това, че е начело в класацията на немските градове, построили най-много инсталации за възобновяеми енергийни източници. Друга знаменитост за града е най-старата в Германия винопроизводителна кооперация.

## По-големи сгради
- Замъкът Тевтонски орден с Deutsches Zweirad- und NSU-Museum (Германски музей на мотоциклетите и на NSU)
- Офис-сградата на TDS
- Радиопредавателят Оберайзесхайм

## Фотогалерия
- Табела с побратимените градове на Некарзулм
- Стара къща в Некарзулм
- Църквата „Св. Дионисий“
- Стар замък на Тевтонския орден
- Лозя край Некарзулм